# Pavel Vasil'evič Ksenofontov
Pavel Vasil'evič Ksenofontov (in russo Павел Васильевич Ксенофонтов?; Zapadno-Changalasskij ulus, 5 maggio 1890 – Jakuzia, 28 marzo 1928) è stato un attivista, rivoluzionario e politico russo,  di etnia jakuta. Capo del movimento anti-bolscevico in Jacuzia, tra il 1927 e 1928, noto come il «Movimento Confederalista» o «Ksenofontovschino».

## Biografia
Nacque in una famiglia benestante jakuta, il 5 maggio 1890. Si laureò in giurisprudenza presso la facoltà di diritto dell'Università di Mosca. Dal 1925 al 1927 fu membro del Commissariato del Popolo per Finanze della RSSA Jakuta. Come molti altri intellettuali jakuti sosteneva il principio per il quale la Repubblica Jakuta doveva essere più autonoma dallo Stato centrale, garantendo un'equa rappresentanza di jakuti sia nel Consiglio dell'URSS sia negli organi di governo repubblicano. Inoltre si auspicava la separazione tra partito e Stato, e una maggiore autorità all'autogoverno locale. Fortemente contrario alla delocalizzazione in Jacuzia di contadini russi, delocalizzazione che avrebbe condotto alla perdita di terreni adibiti a pastorizia da parte dei contadini jakuti.
Tra il 1925 ed il 1927 i tentativi di Ksenofontov e dei suoi sostenitori di ottenere una maggiore autonomia e la formazione di partiti nel senso più locale e nazionalistico ottennero scarso successo.
Sullo sfondo delle sollevazioni armate iniziate in Jacuzia, a partire dall'aprile 1927, Ksenofontov, nel villaggio di Kudoma, esattamente il 28 settembre 1927, proclamò la creazione del Partito Confederalista o detto anche Partito dei Giovani Jakuti Nazionalisti. 
Il 4 dicembre 1927 nel villaggio di Mytatcy venne eletto nel Comitato centrale del Partito Confederalista, Ksenofontov divenne segretario generale.
In risposta alla creazione di tale formazione politica, i leader della RSSA Jakuta, fecero ripetutamente appello a Ksenofontov e ad altri leader del movimento di arrendersi, promettendo l'amnistia. Si considera che l'obiettivo principale della "dimostrazione", e/o,  promozione del programma politico, raggiunse il suo obbiettivo, e nello stesso tempo inducendo una sorta di  passività nella popolazione generale. Il 1º gennaio 1928 Ksenofontov, probabilmente dopo una trattativa, si arrese alle autorità della RSSA e venne arrestato. Gli ultimi suoi seguaci si arresero il 6 febbraio 1928. Nonostante la promessa della amnistia Ksenofontov venne giustiziato il 28 marzo 1928.  In Jacuzia, solo per questo evento vennero successivamente arrestate 272 persone, di cui 128  fucilate, mentre 130 condannate a diversi periodi di detenzione. Ksenofontov venne riabilitato il 26 marzo 1993 per iniziativa della Procura della Repubblica di Sakha. 